# Rudolf Mihulka
Rudolf Mihulka (* 27. září 1935 Ostritz) je hudebník, dirigent, pedagog a kapelník. Zcela zásadní přínos představuje jeho celoživotní popularizace jazzu formou pořádání jazzových koncertů, přednášek a besed. Přivedl k nám významné jazzové interprety i kapely a jazzu se sám aktivně věnoval. Mezi hudebníky je znám díky dirigentské a aranžérské činnosti. Od roku 1956 působí jako pedagog hudebního oddělení na dnešní Základní umělecké škole v Liberci. Dne 12. září 2019 se stal laureátem Medaile města Liberec za celoživotní práci v oblasti hudba.

## Hudební kariéra
Od roku 1951 začal studovat na Konzervatoři Jaroslava Ježka. Ve druhém ročníku se setkal s trumpetistou Jiřím Veverkou a Ladislavem Rotem. Již v této době měli možnost poslouchat jazz ze starých desek Brunswick a His Master's Voice. Díky tomu se dostali k hraní jazzových skladeb, které Mihulka později přepsal, aby je bylo možné hrát s kapelou. Dle slov Rudolfa Mihulky hráli „něco mezi coolem a bebopem“. Tímto způsobem se Rudolf nejen k jazzu dostal, ale také u něj setrval. Po opuštění vojny, kde působil coby posila posádkové hudby jako hráč na trubku, dojížděl za prací do Varnsdorfu (učitel hudby v místní lidové škole umění). Zde potkal muzikanty, se kterými založil jazz klub, kde hrávali každý den.
Od roku 1961 začal působit v Liberci. V roce 1964 zde založil jazz klub s názvem „S klub“ (studentský univerzitní klub). Jazz klub byl na rok zakázán a následně povolen. Klub se posléze přesunul do kavárny Centrum na Králově Háji, v jejíž prostorách často zaznívaly i nástroje předních hudebníků z Česka i ze zahraničí. Pořádal náslechové akce v Okresním kulturním středisku a také v Jablonci nad Nisou. V roce 1962 založil se svým bratrem kapelu Combo 62. V roce 1967 začal pracovat s malou kapelou (kvintetem). V letech 1969-1970 byl uvolněn na roční neplacenou dovolenou, neboť dostal angažmá v Norsku. Ovšem již v následujícím roce 1971 získal jeho orchestr ve složení: kytara, kontrabas, tenorsaxofon, trubka a bicí 1. místo a titul absolutního vítěze v ústředním kole v Ostravě. Zvláštní uznání z téže soutěže si odvezl za vedení orchestru právě Rudolf Mihulka. Během let proběhlo také několik experimentů, kdy se kapela rozšířila o smyčcový kvartet, protože v sedmdesátých letech byly syntetizéry a živé smyčce u jazzu v módě. Postupem času však přibývaly nejen hráči, ale také další orchestry. V roce 1990 Jazz Girls a Jazzová přípravka rok poté.
Největším úskalím se vždy jevil nedostatek kvalitních notových materiálů, většinu tedy Ruda sám přepisoval z nahrávek na dlouhohrajících deskách nebo kotoučových magnetofonů. Jeho kapelám se tedy formoval repertoár, který neobsahoval příliš klasických „swingovek“ (například od Glenna Millera), ale hlavně modernější a progresivnější jazz, který chtěl s žáky hrát. Skvělých muzikantů odchovaných v jeho orchestrech je nespočet, působili nebo působí ve filharmoniích, souborech klasické, populární a jazzové hudby. Řada z nich se etablovala jako významné osobnosti, které spoluvytvářejí současnou tvář zejména jazzové scény. Ruda jen skromně dodává: „No, takže to je spousta takových lidí, který prostě.. Jsem měl to štěstí, že byli šikovní a věděli o co jde, takže to šlo dobře.“ Posluchačům různých věkových kategorií nabízel kvalitní hudbu a pomáhal tak šířit hudební osvětu v celostátním měřítku.

## Kapely

### Combo 62
Starší generace mají Rudu v paměti jako kapelníka orchestru Combo 62, který v roce 1962 založil. Kapela působila až do roku 1995 a stala se neodmyslitelnou součástí „čajů“, plesů, podnikových akcí a dalších hudebně společenských událostí. V kapele začínali hudebníci, kteří se pak stali veřejně známými.

### Big Band ZUŠ Liberec
Jako kapelník žákovského Big Bandu ZUŠ Liberec, v jehož čele stojí již od roku 1967, dovedl tento orchestr k řadě vítězství a úspěchů v republikových i v mezinárodních soutěžích. On i jeho svěřenci představovali a představují naprostou špičku v této oblasti. S Big Bandem procestoval většinu evropských zemí, ve kterých na vysoké úrovni reprezentoval a po celé Evropě tak propagoval nejen Liberec, ale i Česko. Neméně důležitou skutečností je fakt, že prostřednictvím Big Bandu přibližoval na vysoké úrovni jazz jako hudební žánr.